# Phalacrocera vancouverensis
Phalacrocera vancouverensis är en tvåvingeart som beskrevs av Alexander 1927. Phalacrocera vancouverensis ingår i släktet Phalacrocera och familjen mellanharkrankar. Inga underarter finns listade i Catalogue of Life.